# Меч и магия
Меч и магия (на английски: Sword and sorcery) или героично фентъзи (на англ. heroic fantasy) е литературен жанр, характеризиращ се  с динамични и често изпълнени с насилие приключения, в които главните герои – обикновено въоръжени с мечове – се изправят срещу магически и свръхестествени заплахи. Жанрът включва елементи на романтика, магия и митология, но за разлика от епичното фентъзи, акцентът е поставен върху личните конфликти и индивидуалните битки, а не върху глобалните събития, застрашаващи света.
Произходът на жанра се свързва с творчеството на Робърт Хауърд от началото на 30-те години на XX век, особено с разказите за Конан Варварина. Терминът „меч и магия“ е популяризиран от Фриц Лейбър през 60-те години на XX век, а „героично фентъзи“ се използва като по-широко определение, въпреки че понякога се припокрива с други поджанрове.
Наративите в този жанр често избягват универсалната тема за „доброто срещу злото“ в полза на ситуационни конфликти между морално амбивалентни герои. Главният герой обикновено е варварин или антигерой, действащ в свят с реалистични социални йерархии, изпълнен с насилие, мрак и понякога с елементи, вдъхновени от космически или лъвкрафтиански ужаси.

## Етимология
Първото документирано използване на термина „меч и магия“ се появява през 1953 г. в заглавие на рецензия на роман от Лион Спраг де Камп. През 1961 г. американският писател Фриц Лейбър популяризира термина в отговор на писмо от британския автор Майкъл Муркок, публикувано във фензина „Амра“, в което се търси  подходящо наименование за приключенския фентъзи стил, характерен за творчеството на Робърт Хауърд. Муркок първоначално предлага „епично фентъзи“, но Лейбър отговаря в броя от 6 април 1961 г. на списанието „Анкалагон“, като предлага „меч и магия“ като по-удачна и популярна фраза за жанра. В последващия брой на „Амра“ от юли същата година Лейбър доразвива идеята, като подчертава, че терминът точно описва културното ниво и свръхестествените елементи на жанра, и го отличава както от историческите приключенски разкази („наметка и меч“), така и от шпионските истории („наметка и кинжал“).
Терминът „героично фентъзи“ се използва, за да се избегнат крещящите обертонове на „меч и магия“. Това наименование е измислено от Лион Спраг де Камп. Въпреки това то е използвано и за описание на по-широк спектър от фентъзи, включително епично фентъзи.

## Стил и теми
Жанрът „меч и магия“ е силно повлияни от приключенската литература и често черпи вдъхновение от археологията и теософията от началото на XX век. Сюжетите обикновено се развиват в алтернативни исторически рамки, като действието може да се развива в митичното минало на Земята, в далечното бъдеще, в напълно измислени светове или дори на извънземни планети.
Произведенията от жанра интегрират елементи от ужаси, митология, народно творчество и научна фантастика. Технологичното ниво на повечето сюжети е подобно на това от древните или средновековните периоди, с акцент върху фехтовката.
Протагонистът в произведенията от жанра обикновено е антигерой, който се изправя срещу свръхестествено зло и окултни сили. За разлика от фентъзито магията на историите в жанра "меч и магия" идва на голяма цена – това, което може да се опише като „система за твърда магия“ (вж. Брандън Сандерсън). Макар че главният герой действа предимно героично, той може да се съюзи с враг или да пожертва съюзник, за да оцелее. Основните му оръжия са хитростта и физическата сила. Магията, от друга страна, обикновено се използва единствено от злодеите в историята, които обикновено са магьосници, вещици или свръхестествени чудовища.
Често срещан мотив е „девойката в беда“. Въпреки че Робърт Хауърд е известен с описанието на силни женски героини като Тъмната Агнес дьо Шастйон (в разказите "Sword Woman", "Blades for France" и "Mistress of Death") и Валерия (в „Червени гвоздеи“), от 60-те години на XX век нататък популярните автори по онова време наблягат на мъжките герои и на недоразвитите женски героини. Този проблем намалява през последните години.
В увода си към изданието на „Конан варварина“ от 1967 г. за издателство „Ейс Букс“ Лион Спраг де Камп описва типичната история за меч и магия като: 
| „ | История, пълна с екшън и приключения, разположена в един повече или по-малко въображаем свят, където магията действа и където съвременната наука и технологии все още не са открити. Мястото на действие може (както в историите за Конан) да бъде тази Земя, каквато е била замислена отдавна, или каквато ще бъде в далечното бъдеще, или пък друга планета или друго измерение. Такава история съчетава колорита и блясъка на историческия костюмиран романс с атавистичните свръхестествени тръпки на странното, окултното или историите за духове. Когато е добре направена, тя осигурява най-чистото забавление от всякакъв вид художествена литература. Това е бягство от реалния свят в свят, където всички мъже са силни, всички жени са красиви, целият живот е приключенски, а всички проблеми са прости, и никой дори не споменава данъка върху доходите, проблема с отпадането от училище или системата за всеобщо здравеопазване. | “ |

От края на XX век насам Спраг де Камп е обект на значителна критика от страна на съвременната общност от почитатели и изследователи на жанра „меч и магия“. Според мнозина неговите интерпретации и класификации са допринесли за разпространението на погрешни схващания относно целта, стила и тематичната дълбочина на жанра.
Организации като Фондация „Робърт Хауърд“, както и различни фензини и литературни кръгове, работят активно за преоценка на жанра, като подчертават неговите вградени теми на социална критика, екзистенциални търсения и културна значимост. Тези усилия целят да представят „меч и магия“ не просто като развлекателна литература, а като жанр с важен принос към развитието на екзистенциалистката и философска фантастика.
Жанрът „меч и магия“ често се пресича с мрачното фентъзи, като споделя с него по-малък мащаб на конфликта и фокус върху личната изгода на главния герой – било то богатство, любов или оцеляване. Макар противопоставянето между доброто и злото да присъства, то обикновено е по-малко категорично, а събитията се развиват в морално сива зона, особено в по-новите произведения от жанра.
Историите са динамични и ориентирани към екшън, с множество изпълнени с насилие бойни сцени. Главният герой често е антигерой, който се изправя срещу свръхестествено зло и окултни сили. Макар че действа героично, той може да взема спорни морални решения – като съюз с враг или жертване на съюзник – за да постигне целите си. Основните му оръжия са физическата сила и хитростта, докато магията обикновено е запазена за злодеите – магьосници, вещици или чудовища.
Както при много произведения на фантастиката, „меч и магия“ е критикуван за прекомерна употреба на литературния троп Deus ex machina, при който неочаквани и необяснени събития решават конфликта.
Писатели като Робърт Хауърд, Майкъл Муркок и Самюъл Дилейни използват жанра, за да разгледат сериозни теми като асистирано самоубийство, антифашизъм, свобода, антиробство, трафик на хора за сексуална експлоатация, критика на организираната религия и цикличния възход и падение на цивилизацията. „Меч и магия“ е най-известен с обсъждането на агентността и използването на идеи, свързани с теорията на конфликта. Докато жанрът използва голямо разнообразие от наративни конфликти, най-типичната структура е „Човек срещу човек“, представена в контекста на „Човек срещу обществото“ или „Човек срещу Бог“, където злодеят в историята е символично представяне на по-голямо зло.
Думите на американския дизайнер на игри Джъстин Алигзандър дават идея за основната тема на жанра:
| „ | „Митичният корен на тези истории е Робин Худ, чието идилично общество от Весели мъже, живеещи във варварството на Шеруудската гора, постига идеалите за рицарство и благородство, които са погрешно поиискани от корумпираните сили на „цивилизацията“... Когато цивилизацията не успява да защити невинните (и всъщност често е тази, която ги прави жертва), именно „аутсайдерът“, от когото цивилизацията ви учи да се страхувате, в крайна сметка ще бъде пожертван, за да помогне на нуждаещите се.“ | “ |

Често темите, които разглежда „Меч и магия“, са противоречиви. Някои автори, особено от 60-те до края на 80-те години на XX век, са критикувани за прекомерно насилие, мизогиния, расизъм и фашизъм.

## История

### Произход
Жанрът „меч и магия“ има дълбоки корени в митологията, класическата литература и приключенската белетристика. В увода към справочника Literary Swordsmen and Sorcerers Лин Картър отбелязва, че елементи от жанра могат да се проследят до подвизите на Херакъл, епоси като „Одисея“ на Омир, скандинавските саги и легендите за крал Артур. Влияние оказва и историческата проза, включително творчеството на Уолтър Скот, вдъхновено от шотландския фолклор и балади, макар че фантастичните елементи в неговите произведения често са рационализирани.
Темите в жанра за приключения в непознато общество са повлияни от приключенията в чужди земи, описани от Хенри Райдър Хагард и Едгар Бъроуз. Произведенията на Хенри Райдър Хагард, като „Рудниците на цар Соломон“ (1885) и „Тя: приключенска история“ (1887) съдържат много фантастични елементи. Някои от героите на Рагард, като Умслопогаас – зулуски воин с брадва, който се сблъсква със свръхестествени явления и обича да воюва, имат прилики с героите от „меч и магия“. Хагард също така написва „Ерик Брайтайс“ (1891) – изпълнен с насилие исторически роман, базиран на исландските саги. Някои писатели (като Дейвид Прингъл) заявяват, че „Ерик Брайтайс“ прилича на съвременен роман за меч и магия. Романите на Едгар Райс Бъроуз представят физически страховити мъжки герои като Тарзан и Джон Картър от Марс. Героите на Бъроуз преживяват приключения, включващи изследване на странни региони и битки със страховити същества. Творчеството му оказва огромно влияние върху първоначалното поколение американски писатели в жанра, като например Робърт Хауърд.
Непосредствените предшественици на жанра „меч и магия“ са дръзките приключенски произведения на Александър Дюма-баща („Тримата мускетари“ (1844) и др.), Рафаел Сабатини („Скарамуш“ (1921) и др.) и техните имитатори в пълп-списанията като Талбът Мънди, Харолд Ламб и Хенри Бедфорд-Джоунс, които всички повлияват на Хауърд, особено Мънди. Ранните автори на „меч и магия“ като Робърт Хауърд, К. Л. Мур и Фриц Лейбър са почитатели на художествената литература на Мънди. Тези исторически „авангардисти“ обаче нямат свръхестествения елемент, който определя жанра.
Ранната фентъзи литература също играе роля в развитието на жанра. Този тип художествена литература включва разказите на Едуард Дансени, като например „The Fortress Unvanquishable, Save for Sacnoth“ (1910) и „The Distressing Tale of Thangobrind the Jeweller“ (1911). Тези негови произведения представят воини, които се сблъскват с чудовища и магьосници в царства, създадени от Дансени. Творчеството му се оказва вдъхновение за К. Л. Мур, Фриц Лейбър, Джак Ванс и Карл Едуард Вагнер. The Worm Ouroboros (1922) от Е. Р. Едисън – героичен романс, написан във фалшиво-архаичен стил, е вдъхновение за по-късни автори на „меч и магия“ като Лейбър. Пратем романите на Джеймс Бранч Кейбъл, като например Jurgen: A Comedy of Justice (1919), са споменати като стимул за ранните творби в жанра „меч и магия“. Романите на Кейбъл изобразяват пикарескови подвизи във въображаеми земи и повлияват на Лейбър и Ванс. Романите на Абрахам Мерит The Ship of Ishtar (1924) и Dwellers in the Mirage (1932) също са споменавани като влияния върху „меч и магия“, тъй като в тях мъже от тогавашния съвременен свят са въвлечени в опасни приключения, включващи фехтовка и магия. Всички тези автори оказват въздействие на произведенията в жанра чрез сюжетите, героите и използваните пейзажи.
Също така много ранни автори на истории за „меч и магия“, като Робърт Хауърд и Кларк Аштън Смит, са повлияни от близкоизточните приказки от „Хиляда и една нощ“, чиито истории за магически чудовища и зли магьосници оказват влияние върху бъдещия жанр.
Честите изображения на опушени кръчми и зловонни улички в жанра „меч и магия“ черпят вдъхновение от пикаресковия жанр: Рейчъл Бингам например отбелязва, че град Ланкмар на Фриц Лейбър има значително сходство със Севиля от XVI век, както е изобразен в разказа на Мигел де Сервантес „Rinconete y Cortadillo“.
Същинският жанр „меч и магия“ възниква едва в пълп-спиисанията, където води началото си от „странната фантастика“. Особено важно е американското списание Weird tales („Странни приказки“), което публикува разказите за Конан на Хауърд и разказите за Джирел от Джойри на К. Л. Мур, както и ключови влияния като Хауърд Лъвкрафт и Кларк Аштън Смит. Художествената литература на Лъвкрафт (особено неговият „Цикъл от сънища“ – разкази, вдъхновени от фентъзи историите на Едуард Дансени) е източник на вдъхновение за първото поколение писатели, пишещи в жанра „меч и магия“.
Разказът "The Shadow Kingdom" („Кралството на сенките“) от Робърт Хауърд в сп. „Странни приказки“ от 1929 г. често се смята за първия истински разказ за „меч и магия“, защото той противопоставя героичния воин (Кул от Атлантида) на свръхестественото зло в един въображаем свят, измислен от автора.
Айзък Азимов отбелязва в списанието си „Science Fiction“, че „съвременната история за меч и магия дължи съществуването си на въображението на Робърт Хауърд и неговото изобретяване на историите за Конан.“
Хауърд публикува само три разказа с участието на Кул в сп. „Странни приказки“.  Той преработва непубликувания разказ за Кул "By This Axe I Rule!" в "The Phoenix on the Sword" („Фениксът на меча“), в който представя нов герой, Конан Варварина. Когато „Фениксът на меча“ е публикуван през 1932 г., той се оказва популярен сред читателите на Weird Tales и Хауърд пише още разкази за Конан, от които 17 са публикувани в списанието.

### Развитие
Успехът на творчеството на Робърт Хауърд насърчава други автори в списание Weird Tales да създадат подобни разкази за приключения във въображаеми земи. Кларк Аштън Смит пише своите разкази от Хиперборейския цикъл и „Зотик“ за списанието през 30-те години на XX век. Тези истории се въртят около подвизите на воини и магьосници в земи от далечното минало или далечното бъдеще и често имат песимистичен край. К. Л. Мур, вдъхновена от Хауърд, Смит и Хауърд Лъвкрафт,  пиише разказите за Джирел от Джойри (Jirel of Joiry) за списанието: те изобразяват първата героиня в жанра „меч и магия“. През 1938 г. бъдещият съпруг на Мур, Хенри Катнър, създава за списанието образа на Елак от Атлантида, вдъхновеният от Хауърд - герой-воин.
След смяна на собствеността през 1940 г., списание „Странни истории“ престава да публикува истории в жанра „меч и магия“. Въпреки това пълп списанието Unknown Worlds („Непознати светове“) продължава да публикува художествена литература в жанра – дело на Фриц Лейбър и Норвел Пейдж. Историите на Лайбър се въртят около двамата герои Фафрд и Сивият Мишелов и разглеждат техните приключения в света на Нехуон („No-When“ наобратно). Историите на Лайбър наблягат повече на охарактеризирането и на хумора, отколкото предишните произведения за меч и магия, а героите му стават популярни сред читателите на списанието. Историите за меч и магия на Пейдж се фокусират върху Презвитер Йоан, вдъхновен от Хауърд гладиатор-авантюрист, чиито подвизи се развиват в Централна Азия през I век сл. н. е.
С намаляването на продажбите на пълп списания в края на 40-те години на XX век фокусът на жанра „меч и магия“ се измества към книги с малък тираж. Изд. „Arkham House“ публикува сборници от Робърт Хауърд, Кларк Аштън Смит и Фриц Лейбър, които включват някои от техните произведения, свързани с жанра. Писателят Джак Ванс публикува книгата The Dying Earth („Умиращата земя“) през 1950 г., която описва приключенията на разбойници и магьосници в една упадъчна Земя от далечното бъдеще, където магията е заменила науката.

### Покачване на популярността
През 60-те години на XX век американското издателство „Lancer Books“ започва да преиздава историите за Конан от Робърт Хауърд с меки корици, с илюстрации на корицата от художника Франк Фразета. Тези издания се превръщат в изненадващи бестселъри, продавайки милиони копия на предимно млада читателска аудитория.  Търговският успех на книгите за Конан насърчава други издатели да издават нови и препечатани книги в стила на творчеството на Хауърд.
През 60-те години на XX век първоначалните произведения от други автори следват тясно модела на Конан: най-популярни сред имитаторите са „Тонгор от Лемурия“ на Лин Картър, „Котар варваринът“ на Гарднър Фокс и „Брак варваринът“ на Джон Джейкс. Доста различни са разказите за Елрик от Мелнибоун на Майкъл Муркок, замислени като контрапункт с варварския троп. Възраждането на интереса към оригиналните истории за Фафърд и Грей Мишелова от Фриц Лейбър, съсредоточени върху градските мошеници, води до създаването на нови истории с тях, към които Лейбър периодично се връща през 70-те и 80-те години.
Първоначалният интерес към варварите затихва в началото на 70-те години. В средата на 70-те години обаче се появяват по-нови и разнообразни автори като Андре Нортън, Дейвид Дрейк, Танит Ли, Чарлз Сондърс, Майкъл Ший, Карл Едуард Вагнер и други.
От 60-те до 80-те години на XX век, под ръководството на Картър, избрана група писатели сформират Американската гилдия на мечоносците и магьосниците (SAGA), за да популяризират и разширят жанра „меч и магия“. От 1973 до 1981 г. са публикувани пет антологии, включващи кратки произведения от членове на SAGA. Редактирани от Картър, те са известни като „Блестящи мечове“! ( Flashing Swords!). Заради тези и други антологии, като поредицата „Ballantaine Adult Fantasy“, собствената му проза и критиката му, Лин Картър се смята за един от най-важните популяризатори на фентъзи-то като цяло и на „меч и магия“ в частност.
Въпреки усилията на редица автори за утвърждаване на жанра, терминът „меч и магия“ понякога се използва от критиците с пренебрежителен оттенък. През 80-те години на XX век, под влияние на комерсиалния успех на филма „Конан варварина“ (1982), се появява вълна от фентъзи продукции в поджанра, сред които множество нискобюджетни и слаби филми.
Твърди се, че бумът на филмите за меч и магия започва с „Убиецът Хоук“ (Hawk the Slayer, 1980). Други примери за филми в жанра са „Господарят на зверовете“ (1982), „Мечът и магьосникът“ (1982), „Херкулес“ (1983), продължение на „Конан“, „Конан разрушителят“ (1984),  „Жената ястреб“ (1985) и „Червената Соня“ (1985). Филмът в поджанра „планетарен романс“ „Господари на Вселената“ (Masters of the Universe, 1987) съдържа елементи на меч и магия и е наречен хибрид на Конан.
„Сблъсъкът на титаните“ (1981), „Ескалибур“ (1981), „Убиецът на дракони“ (1981) и „Крул“ (1983) са характеризирани като филми за меч и магия от някои писатели, но това се оспорва от Бътлър.„Междузвездни войни: Епизод IV – Нова надежда“ (1977) е повлиян от “меч и магия“ и от своя страна повлиява на„Легендата за осемте самураи“ (1983), японски филм в жанра.
След бума на киното и литературата от началото до средата на 80-те години на XX век, жанрът отново изпадат в немилост, като епичното фентъзи до голяма степен заема своето място в жанра „фентъзи“. 
В края на XX век се наблюдава ново възраждане на „меч и магия“. Понякога наричан „новият“ или „литературен“ „меч и магия“, това развитие поставя акцент върху литературната техника и черпи от епичното фентъзи и други жанрове, за да разшири типичния обхват на жанра. Историите могат да представят широкообхватните борби на национални или световни проблеми, характерни за епичното фентъзи, но разказани от гледна точка на герои, по-често срещани в „меч и магия“, и с чувството за приключение, характерно за „меч и магия“. Сред писателите, свързани с това, са Стивън Ериксън, Джо Абъркромби и Скот Линч, списания като Black Gate и електронните издания Flashing Swords , а онлайн списанието Beneath Ceaseless Skies публикува в този жанр.
През 90-те години на XX век жанрът набира популярност във Великобритания и други части на света.

## Писателки и героини в жанра
Робърт Хауърд застъпва феминистки възгледи в личния и професионалния си живот. Той пише до приятелите и сътрудниците си, защитавайки постиженията и способностите на жените. Силните героини в художествените произведения на Хауърд включват Мрачната Агнес дьо Частийон (появява се за първи път в "Sword Woman", около 1932–1934 г.), ранномодерната жена-пират Хелън Таврел ("The Isle of Pirates' Doom", 1928 г.), както и двама второстепенни героини жени-пирати, които са второстепенни героини в „Конан Варварина“ – Белит ("Queen of the Black Coast", 1934 г.) и Валерия от Червеното братство („Червени гвоздеи“, 1936 г.). Представена като главна героиня в нефентъзи историческия разказ от Хауърд „Сянката на лешояда“ ("The Shadow of the Vulture"), Червената Соня от Рогатино по-късно вдъхновява фентъзи героиня на име Червената Соня, която за първи път се появява в поредицата комикси „Конан Варварина“, написана от Рой Томас и илюстрирана от Бари Уиндзор-Смит. Червената Соня получава собствено заглавие на комикс и в крайна сметка поредица от романи от Дейвид Смит и Ричард Тиърни, както и филмова адаптация на Ричард Флайшър през 1985 г.
К. С. Мур е друга основополагаща авторка на жанра „меч и магия“ в най-ранните си години с разказите си „Джирел от Джойри“. Няколко други жени са в основата на този жанр, включително Ли Брекет, Натали Хенбърг и Андре Нортън.
Въпреки това жанрът е критикуван за това, че имат мъжки пристрастия и това включва критики към гореспоменатите автори. Женските герои често са девойки в беда, които трябва да бъдат спасени или защитени, или пък за награда за приключенията на мъжки герой. Тези героини, които имат свои собствени приключения, често го правят, за да противодействат на заплахата от изнасилване или да си отмъстят за него. Тези проблеми са особено актуални през 60-те до края на 80-те години на XX век, но често са характерни дори за някои от най-ранните истории в жанра.
Романът на Танит Ли от 1975 г. „Рожденият гроб“ (The Birthgrave) и по-късните ѝ романи се фокусират върху ролите на жените в стандартните разкази от епохата на „меч и магия“. Цикълът от романи „Моргейн“ от С. Дж. Чери, който започва през 1976 г., също се фокусира върху главната героиня, докато едновременно с това се занимава с традиционна героична фентъзи сцена. Това води до включването ѝ и други жени авторки в Гилдията на мечоносците и магьосниците на Америка на Лин Картър.
Джесика Аманда Салмънсън по подобен начин се стреми да разшири обхвата на ролите на женските персонажи в жанра чрез собствените си истории и чрез редактиране на антологиите „Амазонки“ (1979) и „Амазонки II“ (1982), носители на Световната награда за фентъзи; и двете са базирани на реални и фолклорни героини, често от страни извън Европа.
Антологичната поредица „Меч и магьосница“ (Sword and Sorceress) на Марион Зимър Брадли (от 1984 г. нататък) оспорва тези архетипи. Историите представят умели мечоноски и могъщи жени-магьосници, действащи поради различни причини.